# 維多普利亞索夫的呐喊
維多普利亞索夫的呐喊（烏克蘭語：Воплі Відоплясова，羅馬化：Vopli Vidopliasova，發音：[ˈwɔpl⁽ʲ⁾i widoˈplʲɑsowɐ]，縮寫： / ），烏克蘭搖滾樂隊，該樂隊1986年在基輔創立。樂隊領隊是歌手奧列格·斯克里普卡。 樂隊是烏克蘭搖滾樂和新民族搖滾樂的創始者。他們也是第一隊樂隊在烏克蘭以外的地方演唱烏克蘭搖滾音樂。樂隊的影響力遍及民謠、愛國音樂、朋克、硬搖滾、重金屬以及電子音樂。
俄羅斯導演阿历克塞·巴拉巴诺夫執導犯罪片《兄弟》和《兄弟2》 使用了樂隊的歌曲《Den Narodzhennia》。樂隊成員奧列格·斯克里普卡也發行過數張個人專輯。樂隊早期的音樂（1986-1996）大多使用Drop C調弦。

## 歷史
1986年吉他手尤里·茲多連科和貝斯手亞歷山大·皮帕成立，在此之前，他們在SOS樂隊中演奏了2年。樂隊名字取自《斯捷潘奇科沃村》中的角色——維多普利亞索夫（Vidopliassov） 。1987年10月30日，樂隊第一次演出，場地是基輔搖滾俱樂部，主唱是手風琴手奧列格·斯克里普卡，鼓手是謝爾蓋·薩克諾。
樂隊的名稱是皮帕提出的，當時他正在閲讀俄國作家费奥多尔·陀思妥耶夫斯基的作品：《斯捷潘奇科沃村》，小説的角色格里高利·維多普利亞索夫，這個作品裏充滿了靈魂的嚎叫（howls of the soul），稱之爲維多普利亞索夫的呐喊（Vopli Vidoplyasova,[ˈvoplʲi vʲidəˈplʲæsəvə] ）。此后，樂隊一直使用這個俄语音譯名。但在1989年切爾沃納魯塔音樂節，他们使用了烏克蘭語音譯Volannia Vidopliassova （烏克蘭語：  Волання Відоплясова,[woˈlɑɲːɐ widoˈplʲɑsowɐ] ）。
1989年樂隊在基輔法貝熱文化館錄製並發行專輯Tantsi（跳舞）。同年，樂隊的音樂收錄在法國合輯De Lenine a Lennon（從列寧到列儂）中，是一部關於蘇聯搖滾樂的法國紀錄片的配樂。
1990年，樂隊中科布扎國際發行專輯Hey, OK ，歌曲Tantsi（跳舞）也收錄在加拿大合輯This Ain't No Polka（1989年切爾沃納魯塔音樂節錄音）内。次年，樂隊在法國Eurockeennes音樂節演出，BSA唱片發行了演出的錄音專輯Abo abo。1991年，斯克里普卡和 皮帕移居法國，在法國和烏克蘭兩地繼續工作。
1992年，斯克里普卡、茲多連科、皮帕和薩赫諾在基輔科莫拉工作室錄製首張錄音室專輯Kraina Mriy (夢想之地)，1994年發行。 茲多連科在1993年退出樂隊，創立YaYaYa。菲利普·莫哈加入，成爲吉他手。斯蒂芬·穆弗利爾也加入，取代退團休息的薩赫諾成爲鼓手。
1996年，斯克里普卡和皮帕從法國搬回烏克蘭（他們從1990年以來一直居住在烏克蘭），他們和穆弗利爾、新吉他手杰拉德·克里斯托夫錄製新專輯Muzika，這專輯在1997年發行。專輯的其中4首曲目在1996年發行單曲。斯克里普卡負責演唱、編鼓和演奏手風琴、傳統烏克蘭民間樂器和部分吉他，皮帕彈奏貝斯。茲多連科在歌曲Gei, liubo!（嘿，親愛的！）中彈奏吉他。
1997年，穆弗利爾和克里斯托夫離開樂隊返回法國。 薩赫諾重新加入樂隊，埃文·羅哈切夫斯基加入，成爲吉他手。樂隊以新陣容錄製第三張錄音室專輯Khvyli Amura，2000年發行。那時，斯克里普卡開始對印度音樂產生興趣，專輯中的歌曲Den narodjennya反映了這一點。
2000年，樂隊為Grazhdanskaya Oborona和Kino兩支樂隊錄製曲目Pops，Pachka sigaret（一包香烟）和Solnechnye dni（晴天），2001年也爲Sprite Driver 2合輯錄製歌曲Osen（秋天）。後來其中三首歌曲翻譯成烏克蘭語，作單曲Mamay的B面。2002年發行專輯Fayno，收录Solnechnye dni（更名為Sonyachni dni）、Osen（更名爲Zoryana osin（滿天星斗的秋天））、Mamay混音版、部分重錄版Pachka sigaret（更名為Pachka tsyharok）和Pops刪減版。Lavina Music和Misteria Zvuka發現的原版有三首額外曲目：原版俄語Osen、The Pack of Cigarettes（英文版Pachka sigaret）和Les jours de soleil（法文版Solnechnie dni），展示了奧列格·斯克里普卡的多語能力。
2006 年，亞歷山大·皮帕離開樂隊，奧列克西·梅爾琴科取代成爲貝斯手。樂隊錄製專輯Buly denky ，一張80年代末，90 年代初老歌合集。同年，斯克里普卡希望培養本地音樂人才，樂隊舉辦了第一届Rok-Sich音樂節。 音樂節的兩個規則是，不能演唱流行音樂，所有樂隊都必須使用烏克蘭與演唱。可是樂隊在音樂節上打破了自己的規則，在音樂會是演唱俄語未刪減版的Pops。2008年發行了演出的CD版本，2011年發行DVD，2012年發行雙LP。 Rock Sich專輯的標準單CD版本由於空間的限制，刪減了兩首曲目，而雙CD版本則沒有這個問題。刪減的兩首曲目也有收錄在黑膠唱片及DVD版本。 
2009年8月，樂隊以Headliners的身份和Lyapis Trubetskoy、Hair Peace Salon和其他白俄羅斯搖滾樂隊在白俄羅斯歐洲電台在烏克蘭切尔尼戈夫舉辦的Be Free音樂節上演唱。     
2013年10月18日發行專輯Chudovy svit（美好世界）。收錄Lado、Chio San和Vidpustka（假期）。2017年，梅爾琴科離開樂隊，米科拉·薩蒂加入。樂隊目前正在將1980年代和1990年代初期未發現的俄語歌曲翻譯成烏克蘭語，錄製新專輯，預計於2019年底或2020年初發行。

## 樂隊成員

### 現任成員
- 奧列格·斯克里普卡 —— 主唱、手風琴、吉他、薩克斯管、小號、編曲、鍵盤
- 尤金·羅加切夫斯基 —— 吉他，和聲
- 米科拉·薩蒂 —— 貝斯
- 謝爾蓋·薩克諾 —— 鼓、打擊樂、和聲

### 前成员
- 尤里·茲多連科 —— 創辦人、吉他、聯合主唱（1986-1993）
- 亞歷山大·皮帕 —— 創辦人、貝斯 (1986-2007)
- 斯蒂芬·穆弗利爾 —— 鼓 (1993-1996)
- 菲利普·莫哈 —— 吉他（1993-1997）
- 奧列克西·梅爾琴科 —— 贝斯 (2007-2017)

## 唱片
- 1992 —— Abo abo (Або або)
- 1993 —— Zakustyka (Закустика)
- 1994 —— Kraina Mriy (Країна Мрій，夢想之地)
- 1997 —— Muzika (Музіка)
- 2000 —— Khvyli Amura (Хвилі Амура)
- 2002 —— Fayno (Файно)
- 2006 —— Buly Denky (Були деньки)
- 2008 —— ROK-SICH音樂節舞臺上的BB (ВВ на сцені фестивалю Рок-Січ)
- 2013 —— Chudovy svit (Чудовий світ，美好世界)

### 視頻剪輯
在樂隊的視頻剪輯中可以看到成員對烏克蘭汽車工業的熱愛。Musika中可以看到ZAZ-1105 Dana，Polonyna中有汽车LuAZ Volyn-1302和拖拉机HTZ T-150、T-64B。Vacation中有ZAZ-965和ZAZ-968兩部敞篷車。
| 年份   | 歌曲                                        | 製作者                                     | 專輯                                  |
| ------ | ------------------------------------------- | ------------------------------------------ | ------------------------------------- |
| 1989   | 《舞蹈》 (Танці)                            |                                            | 舞蹈（Танці）                         |
| 1996   | 《音樂》 (Музіка)                           |                                            | 音乐 (Музіка)                         |
| 1996   | 《春天》 (Весна)                            | 亞歷山大·索洛卡                            | 音乐 (Музіка)                         |
| 1997   | 《燒松》 (Горіла сосна)                     | 尤金·米特羅法諾夫                          | 音乐 (Музіка)                         |
| 1998   | 《爱》 (Любов)                              |                                            | 阿穆尔海浪 (Хвилі Амура)              |
| 1999   | 《生日》 (День народження)                  | 奧爾加·斯托爾波夫斯卡，德米特羅·特洛伊茨基 | 阿穆尔海浪 (Хвилі Амура)              |
| 1999   | 《他們在田園》 (Були на селі)               |                                            | 阿穆尔海浪 (Хвилі Амура)              |
| 2000   | 《秘密領域》 (Таємні сфери)                 |                                            | 阿穆尔海浪 (Хвилі Амура)              |
| 2001年 | 《生日（混音）》（День народження（混音）） |                                            | 生日 (День народження)                |
| 2002年 | 《世界》 (Світ)                             | 米哈伊洛·謝列波夫、奧列格·列比德           | Fayno (Файно)                         |
| 2003年 | 《波洛尼娜》 (Полонина)                     | 米哈伊洛·謝列波夫                          | Fayno (Файно)                         |
| 2003年 | 《晴天》 (Сонячні дні)                      | 安德烈·列別傑夫                            | Fayno (Файно)                         |
| 2003年 | 《星秋》 (Зоряна осінь)                     | 烏利亞娜·希甚金娜                          | Fayno (Файно)                         |
| 2006年 | 《歌曲》 (Пісенька)                         |                                            | Buly denky (Були деньки)              |
| 2006年 | 《平靜》 (Колискова)                        | 奧列格·楚里科夫                            | Buly denky (Були деньки)              |
| 2006年 | 《凯瑟琳》 (Катерина)                       | 羅曼·邦達爾丘克、奧列格·斯克里普卡         | Buly denky (Були деньки)              |
| 2009   | 《拉多》 («Ладо»)                           | 奧列格·斯克里普卡、維克多·斯庫拉托夫斯基   | Chudovy svit (Чудовий світ，美好世界) |
| 2009   | 《Cio Cio San》 (Чіо Чіо Сан)               | 奧列格·斯克里普卡                          | Chudovy svit (Чудовий світ，美好世界) |
| 2010   | 《假期》 (Відпустка)                        | 奧列格·斯克里普卡                          | Chudovy svit (Чудовий світ，美好世界) |
| 2012   | 《Shchedryk》 (Щедри)                       | 奧列格·斯克里普卡                          | Chudovy svit (Чудовий світ，美好世界) |
| 2013   | 《Chudovy svit》 (Чудовий світ)             | 奧列格·斯克里普卡                          | Chudovy svit (Чудовий світ，美好世界) |
| 2015   | 《Talalai》 (Талалай)                       | 弗拉基米爾·亞基緬科                        | Chudovy svit (Чудовий світ，美好世界) |
| 2017   | 《Nese Galya vodu》 (Несе Галя воду)        |                                            |                                       |
| 2019   | 《Laznya》 (Лазн)                           |                                            |                                       |
| 2019   | 《A-ya-ya-yai》 «А-я-я-яй»                  |                                            |                                       |

## 外部鏈結
- 官方網站 （页面存档备份，存于）